# Lavinia Gianoni
Lavinia Gianoni   (Pavia, 31 de gener de 1911 - Pavia, 20 de desembre de 2005) va ser una gimnasta artística italiana que va competir durant la dècada de 1920.
El 1928 va prendre part en els Jocs Olímpics d'Amsterdam, on guanyà la medalla de plata en el concurs complet per equips del programa de gimnàstica.
Amb poc més de 17 anys, era la més gran de l'equip italià.